# Mike Spence

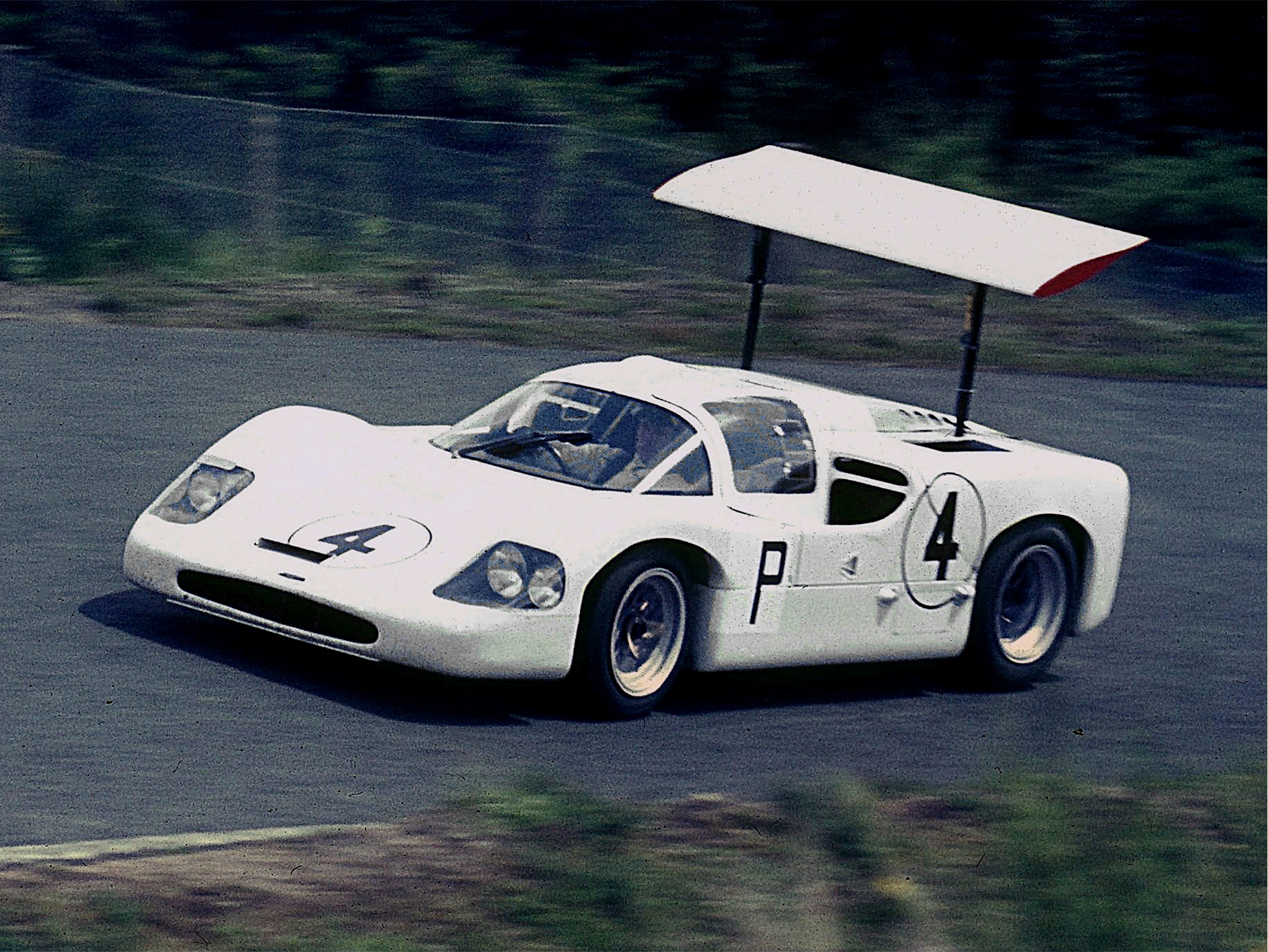
Mike Spence amb el Chaparral 2F en Nürburgring 1967

 Mike Spence  (Croydon, Anglaterra, 30 de desembre del 1936 – Indianapolis, 7 de maig del 1968) fou un pilot anglès de Formula 1.
Va debutar a la Fórmula-1 el 8 de setembre de 1963 al Gran Premi d'Itàlia corregut a Monza amb l'escuderia Lotus. També va córrer per BRM.
En total va participar en un total de 36 grans premis assolí un tercer lloc al gran premi de Mèxic el 24 d'octubre de 1965. Va aconseguir un total de 27 punts.
Mike Spence va morir als entrenaments de les 500 Milles d'Indianapolis del 1968 conduint el seu Lotus 56 quan va picar amb el seu cap la roda dreta del davant.